# Слово Боже (додаток до газети Наука)
«Слово Боже» — популярний релігійний місячник, виходив у Львові 1879–1881 років як додаток до газети «Наука».
Видавець І. Наумович, редактор — О. Щербань.